# Nowoje slowo (Berlin)
Nowoje slowo (russisch Новое слово, wiss. Transliteration Novoe slovo, „Neues Wort“; „Das neue Wort“) war eine in den Jahren 1933–1944 in Berlin herausgegebene pro-nazistische Zeitung russischer Emigranten. Die Herausgeber waren Je. Kumming und W. Despotuli. In manchen Lagern der „Ostarbeiter“ wurden Propagandazeitungen wie Die Stimme und Das neue Wort auf Russisch und Ukrainisch verbreitet: 

„Die Ostarbeiter lasen sie, denn trotz aller Propaganda konnten sie daraus auf die tatsächliche Lage an der Front schließen.“

Bei den meisten politischen und literarischen Artikeln handelte es sich um Propagandaartikel und Geschichten mit antibolschewistischer und antisemitischer Ausrichtung. Es wurde in Deutschland und in den besetzten Gebieten Europas und der UdSSR verteilt. Sie unterschied sich von anderen kollaborierenden Zeitungen durch ihr höheres literarisches Niveau, da sie von professionellen Schriftstellern verfasst wurde. Der Herausgeber der Schachrubrik in den Jahren 1943–1944 war Alexander Aljechin.